# Альянс национальных сил (Ливия)
Алья́нс национа́льных сил (сокр. АНС; араб. تحالف القوى الوطنية‎, Taḥalluf al-quwa al-waṭaniyya) — политический альянс в Ливии. Сформирован в феврале 2012 года. В состав альянса входят 58 политических организаций, 236 НПО, а также более 280 независимых депутатов. Большинство членов АНС придерживается либеральных взглядов и провозглашают курс на «умеренный ислам» и «гражданское демократическое государство».

## История
Альянс был создан в феврале 2012 года. 14 марта 2012 года бывший премьер-министр военного времени Махмуд Джабриль был избран президентом альянса. АНС участвовал в выборах 2012 года во Всеобщий национальный конгресс. Он выставила 70 кандидатов по всей Ливии. Противодействуя исламистской тенденции, установленной победами «Братьев-мусульман» на выборах в Египте и Тунисе, АНС обошёл Партию справедливости и строительства (политическое подразделение «Братьев-мусульман» в Ливии) и занял первое место. Он получил 48 % голосов избирателей и 39 из 80 мест по партийным спискам. Также подсчитано, что 25 из 120 независимых членов ВНК связаны с этим альянсом. Его два депутата были впоследствии удалены из парламента комиссией по честности за то, что они служили официальными лицами при режиме Каддафи. 14 ноября 2012 года альянс стал крупнейшей правительственной политической партией.

## Руководство
Лидер представляет альянс в политических дискуссиях, парламенте или других органах. Генеральный секретариат действует как руководящий орган альянса. Бывший временный премьер-министр Махмуд Джабриль является лидером НФА. Генеральным секретарём альянса был Абдул Рахман Аль-Шатер. По состоянию на 3 октября 2012 года генеральным секретарём является Салахеддин Эль-Бишари.

## Идеология
Альянс национальных сил широко считается представителем более либерального конца политического спектра, но не считается секулярным. Руководство АНС пообещало управлять страной как «гражданско-демократическим» государством, уважающим группы меньшинств, немусульман и иностранцев. Он не считает, что страной следует полностью руководствоваться законами шариата, но считает, что шариат должен быть «главным источником вдохновения для законодательства». АНС стремится преуменьшить значение ярлыка «либерала», чтобы не отпугнуть религиозных ливийцев. Махмуд Джибриль отрицал классификацию альянса как либерального, но подчеркивал его неоднородный состав и умеренное позиционирование. Он описал АНС как умеренное исламское движение, признающее важность ислама в политической жизни.
В исследовании, проведённом Немецким институтом международных отношений и безопасности, утверждается, что «Альянс национальных сил Махмуда Джибриля, хотя и воспринимаемый некоторыми наблюдателями как "либеральный", на самом деле является неидеологической точкой сплочения некоторых частей истеблишмента». Депутатов НФА «объединяет принадлежность к экономически привилегированному классу и известным семьям. Известные представители бывшей ссыльной оппозиции отсутствуют; вместо этого НФА опирается на видных местных деятелей». В исследовании утверждается, что «альянс лучше всего можно понять как неидеологическую избирательную коалицию тех частей элит, которые остались в Ливии в эпоху Каддафи и по этой причине должны были найти какое-то приспособление к режиму».
По экономической части Альянс национальных сил способствует глобализации и привлечению иностранных инвестиций. Была заявлена поддержка о приватизации, но при этом был акцент на том, что Ливии необходимо сначала восстановить свою инфраструктуру. Он поддерживает идею введения минимальной заработной платы и расширения ливийской системы социального обеспечения. Альянс выступает за создание особых экономических зон вдоль границ Ливии. С 2007 по начало 2011 года Джибриль работал на режим Каддафи главой Национального совета планирования Ливии и Национального совета экономического развития Ливии.
Многие рассматривают прошлую связь Джибриля с предыдущим режимом как проблему. Немецкий институт международных отношений и безопасности объясняет, что «в соответствии с собственными интересами своих лидеров Альянс национальных сил придерживается умеренной линии по вопросу о том, насколько всесторонне исключать представителей бывшего режима из политики и администрации».
Противодействуя федерализму, АНС решительно поддерживает децентрализацию определённых областей управления, таких как образование, здравоохранение и транспорт. Он также предлагает долю налогов, собранных специально для местных советов, которые они могут использовать по своему усмотрению.
Что касается внешней политики, генеральный секретарь NFA Крекши сказал: «Безусловно, мы будем более открыты для сотрудничества с теми странами, которые поддержали нас в революции, но мы также будем иметь дело с Россией и Китаем как с интересами государства». Согласно дипломатической телеграмме США от 2011 года, «Джибриль — серьёзный собеседник, который "понимает" точку зрения США».